# (1850) Kohoutek
(1850) Kohoutek és un asteroide pertanyent al cinturó d'asteroides descobert el 23 de març de 1942 per Karl Wilhelm Reinmuth des de l'observatori de Heidelberg-Königstuhl, Alemanya.
Inicialment va rebre la designació de 1942 EN. Més endavant es va anomenar en honor de l'astrònom txec Luboš Kohoutek.
Kohoutek orbita a una distància mitjana de 2,25 ua del Sol, podent allunyar-se'n fins a 2,535 ua i acostar-s'hi fins a 1,966 ua. Té una excentricitat de 0,1265 i una inclinació orbital de 4,051°. Empra 1233 dies a completar una òrbita al voltant del Sol.